# Sofia Mattsson (attrice)
Sofia Mattsson (Stoccolma, 24 giugno 1989) è un'attrice svedese.
È famosa per il ruolo di Sasha Gilmore in General Hospital.

## Biografia
Sofia Mattsson nasce a Stoccolma in Svezia e ha due sorelle Helena Mattsson e Mia Mattsson, anche loro attrici.

### Carriera
Mattsson inizia la sua carriera nel 2012 apparendo in ruoli da guest star in serie televisive come Due uomini e mezzo e NCIS - Unità anticrimine. Nel 2015 fa il suo debutto sul grande schermo nel film d'azione e d'avventura Jurassic City. Nel corso della sua carriera appare nei film televisivi La vita segreta di mio marito insieme a sua sorella, Un segreto oscuro e Falsa Identità. Nel 2018 Mattsson entra nel cast della soap opera General Hospital nel ruolo di Sasha Gilmore. Nel 2019, Mattsson appare nel film horror Gothic Harvest.

### Vita privata
Mattsson sposa lo scrittore e produttore Thomas Payton e insieme hanno due figli, nati nel 2021 e nel 2023.

## Filmografia

### Cinema
- Jurassic City (2015)
- Essere James Bond (2017)
- Adrenochrome (2017)
- Gothic Harvest (2019)

### Televisione
- Due uomini e mezzo - serie TV, 1 episodio (2013)
- NCIS - Unità anticrimine - serie TV, 1 episodio (2013)
- Perception - serie TV, 1 episodio (2013)
- StartUp - serie TV, 1 episodio (2017)
- General Hospital - soap opera (2018-in corso)